# Interdictions dans le sikhisme
Il y a un certain nombre d'Interdictions dans le sikhisme.
1. Se couper les cheveux: il est strictement interdit de se couper les cheveux dans le sikhisme. Les sikhs sont tenus de garder leurs cheveux non tondus.
2. Drogues: les consommations d'alcool, de drogue, de tabac sont prohibées.
3. Adultère: la fidélité est de rigueur dans le sikhisme.
4. Spiritualité aveugle: les superstitions et les rituels sans fondement ne doivent pas être observés comme le culte des idoles, le port du voile pour les femmes…
5. Obsession matérielle: l'obsession pour les richesses matérielles est proscrite et doit être vaincue par la prière.
6. Le sacrifice d'êtres vivants: se jeter dans les flammes, offrir des animaux en sacrifice lors de fêtes sont des actes interdits.
7. Vie communautaire: un sikh est encouragé à ne pas vivre comme un ermite.
8. Frivolité: la vantardise, le mensonge, la calomnie ne sont pas autorisés.
9. Position sur le sacerdoce: les sikhs n'ont pas de prêtres, mais des officiants appelés Granthi. Tout sikh est libre de le devenir, ou, de lire le Guru Granth Sahib.
10. Manger de la viande tuée de manière rituelle: les sikhs ne doivent pas manger la viande halal ou casher. La plupart des courants sikhs interdisent de manger de la viande.

## Source
- Encyclopédie sur le sikhisme en anglais, ().
- Sri Guru Granth Sahib, le livre sacré des sikhs en anglais, page 1253 .